# コールドミラー
コールドミラー（英語: cold mirror）は、赤外線を透過し可視光を反射する光学薄膜をつけた鏡である。

## 構造・特徴
ガラスに、屈折率に差異（大小）のある物質を厚さ「λ（波長）/4」で交互・多層に真空蒸着させた反射鏡。蒸着膜の材料は「二酸化チタン（TiO2 ）と二酸化ケイ素（SiO2 ）の組み合わせ」「五酸化タンタル（Ta2 O5 ）と二酸化ケイ素（SiO2 ）の組み合わせ」「硫化亜鉛（ZnS）とフッ化マグネシウム（MgF2 ）の組み合わせ」などが用いられている。
可視光を反射し、赤外線（熱線）を透過させる特徴を持つ。

## 用途
機器内部の温度上昇の抑制、照明用途での熱線の影響の軽減、などの用途で用いられる。具体的には、映画用映写機（1960年ごろ実用化）、液晶プロジェクター、医療用照明器具（昭和40年代に実用化）などに用いられている。

## 関連文献
- 杉浦稔、吉池久夫「赤外反射膜材料」（PDF）『照明学会誌』第69巻第1号、照明学会、1985年1月1日、29-32頁、doi:10.2150/jieij1980.69.1_29、ISSN 0019-2341、NAID 130006761716、2021年11月19日閲覧。